# Москва — третий Рим
Москва — третий Рим («Третий Рим») — теологическая, историософская и политическая концепция, утверждающая, что Москва является преемницей Римской империи и Византии.
Постулирует закономерность переноса политического и религиозного центра православного мира в Россию. Основные положения сформулированы в послании (ок. 1523 — не позднее 1524) Филофея, монаха псковского Спасо-Елеазаровского монастыря. Ряд исследователей считает, что концепция восходит к «Изложению пасхалии» (1492) митрополита Московского и всея Руси Зосимы, который, однако, не выходил за рамки идеи преемственности Москвы по отношению к Константинополю.
Согласно концепции, Русское государство и его столица являются последним («четвёртому не быти») земным воплощением «нерушимого» Римского царства, существовавшего со времени пришествия Иисуса Христа. Это духовное христианское «царство» не локализовано в пространстве и времени. Оно переходит от одного своего воплощения к другому согласно теории «переноса империи» («translatio imperii»), которая, в частности, восходит к Книге пророка Даниила. Эсхатологический смысл концепции Филофея («четвёртому не быти») предполагал скорое истечение времён.

## История понятия
Теория послужила смысловой основой представлений о роли и значении России, которые сложились в период возвышения Московского княжества. Московские великие князья (притязавшие начиная с Ивана III на царский титул) рассматривались как преемники римских и византийских императоров. Заявлявшая о своем родстве с римскими и византийскими императорами династия Рюриковичей прервалась в 1598 году со смертью Фёдора Ивановича, а воцарившаяся после них династия Романовых не вспоминала о византийских предках. Однако после упадка при Смуте начала XVII в. теория не исчезла, а наоборот получила новое развитие при первых Романовых (особенно Алексее Михайловиче) в середине XVII в. как идеологическое обоснование борьбы России с Речью Посполитой и Османской империей (вместе с ее вассалом Крымским ханством) за Украину.
Наиболее авторитетной и популярной в исторической науке является теория, впервые обосновано изложенная в 1869 году в докторской диссертации Владимира Иконникова. Согласно данной точке зрения, в явном виде концепция «Москва — третий Рим» впервые была сформулирована в двух посланиях конца 1523 — начала 1524 года старцем псковского Елеазарова монастыря Филофеем (первое, адресованное дьяку Михаилу Мисюрю-Мунехину, посвящено проблемам летосчисления и астрологии; второе, адресованное великому князю Московскому Василию III Ивановичу, — правильному совершению крестного знамения и проблеме распространения мужеложства):
Старец Филофей ставил московского князя в один ряд с императором Константином Великим, называя последнего предком князя: «Не преступай, царю, заповѣди, еже положиша твои прадѣды — великий Константинъ, и блаженный святый Владимиръ, и великий богоизбранный Ярославъ и прочии блаженнии святии, ихьж корень и до тебе».
Собственно формулировка идеи третьего Рима содержится в двух посланиях игумена Филофея к Великому князю Василию Ивановичу:
Да вѣ́си, хрⷭ҇толю́бче и҆ бг҃олю́бче, ꙗ҆́ко всѧ̑ хрⷭ҇тїа̑нскаѧ црⷭ҇тва прїидо́ша вконе́цъ во є҆ди́но црⷭ҇тво на́шегѡ гдⷭ҇рѧ, по прⷪ҇ро́чєскимъ кни́гамъ, то̀ є҆́сть роме́йское црⷭ҇тво. два̀ ᲂу҆́бо ри̑ма падо́ша, а҆ тре́тїи стои́тъ, а҆ четве́ртомꙋ не бы́ти. <…> Да вѣ́сть твоѧ̀ держа́ва, бл҃гочести́вый цр҃ю̀, ꙗ҆́ко всѧ̑ црⷭ҇тва правосла́вныѧ хрⷭ҇тїа́нскїѧ вѣ́ры снидо́шасѧ въ твое́ є҆ди́но црⷭ҇тво: є҆ди́нъ бо ты̀ всѣ́й поднб҃е́сной хрїстїа́нѡмъ цр҃ь <…> ꙗ҆́коже вы́ше писа́хъ тѝ и҆ ны́нѣ гл҃ю: блюдѝ и҆ внемлѝ, бл҃гочести́вый цр҃ю̀, ꙗ҆́ко всѧ̑ хрⷭ҇тїа̑нскаѧ цр҃ьства снидо́шасѧ въ твоѐ є҆ди́но, ꙗ҆́ко два̀ ри̑ма падо́ша, а҆ тре́тїй стои́тъ, а҆ четве́ртомꙋ не бы́ти. Ѹ҆жѐ твоѐ хрⷭ҇тїа́нское црⷭ҇тво и҆нѣ̑мъ не ѡ҆ста́нетсѧ, по вели́комꙋ бг҃осло́вꙋ.
Филофей использовал образ из библейского Откровения Иоанна Богослова бегства Жены, облечённой в солнце, от дракона в качестве одного из обоснований концепции перехода к Русскому государству преемства от Римской и Византийской империй. Обращаясь к традиционному пониманию этого образа как Христианской церкви, Филофей писал:
И҆ па́ки въ тре́тїй ри́мъ бѣжа̀, и҆́же є҆́сть въ но́вꙋю вели́кꙋю рꙋ́сїю, сѐ є҆́сть пꙋсты́нѧ, поне́же ст҃ы́ѧ вѣ́ры пꙋстѝ бѣ́ша и҆ и҆́же бжⷭ҇твенїи а҆пⷭ҇ли въ ни́хъ [не] проповѣ́даша, но послѣдѝ всѣ́хъ просвѣти́сѧ на ни́хъ блгⷣть бж҃їа сп҃си́телнаа є҆го́же позна́ти и҆́стиннаго бг҃а. и҆ є҆ди́на ны́нѣ ст҃таа събо́рнаа а҆пⷭ҇лскаа цр҃ковь въсто́чнаѧ па́че сл҃нца въ все́й поднб҃е́снѣй свѣ́титсѧ, и҆ є҆ди́нъ правосла́вный вели́кїй рꙋ́скїи цр҃ь въ все́й поднб҃е́сной, ꙗ҆́коже нѡ́и въ ковче́зѣ сп҃се́ныи ѿ пото́па, праѧ и҆ ѡ҆кормлѧ́а хрⷭ҇сто́вꙋ цр҃ковь и҆ ᲂу҆твержа́а правосла́внꙋю вѣ́рꙋ.
Данная трактовка этого апокалиптического образа является собственной интерпретацией Филофея, и в его посланиях можно проследить работу по её раскрытию.
Наряду с этой существуют и иные точки зрения о времени генезиса и авторстве идеи «Москва — третий Рим».
В частности, мнение, что в действительности впервые концепция была выдвинута несколько ранее митрополитом Московским Зосимой в предисловии к его труду «Изложение Пасхалии» (1492), Филофей же лишь «обосновал» её в соответствии с господствовавшим тогда миропониманием и духовными запросами общества.
По мнению русского историка Андрея Каравашкина, теория «Москва — третий Рим» является результатом эсхатологических ожиданий и носила первично не политический, но религиозный характер. По мнению немецкого исследователя П. Ниче, ход мыслей Филофея в формуле «Два Рима пали, третий стоит, а четвёртому не бывать» следующий: первые два Рима подвергнуты наказанию за их измену православию, после чего их место заняла Москва. Если же и Москва впадёт в грехи, ей не последует четвёртый Рим просто потому, что нигде в мире нет больше ни одного православного государства. Это означало бы конец света. Такого же мнения придерживался и Пётр Смирнов, указывая, что подобные идеи повлияли на развитие становление представлений об антихристе в старообрядчестве.
Политическая теория «Москва — третий Рим» обосновывается также легендой конца XV — начала XVI веков о византийском происхождении шапки Мономаха, бармы и других предметов (например, коробочка из слоновой кости, якобы принадлежавшая римским цезарям), присланных императором Константином Мономахом великому князю киевскому Владимиру II Мономаху, и целым рядом иных текстов. В киевских текстах об этих «подарках» нет и упоминания.
В дальнейшем словосочетание «Третий Рим» появляется в «Повести о белом клобуке» (где относится к Новгороду), «Казанской истории», декларации о провозглашении Московского патриархата в 1589 году (где «Третьим Римом» именуется не Москва, а «Российское царство»; по мнению Дональда Островского, эта вставка произошла по инициативе новгородских иерархов), надписи на принадлежавшей Дмитрию Годунову Псалтыри 1594 года, «Повести о начале Москвы» (XVII век) и челобитных старообрядцев на имя российских императоров (XVIII век).
Представление о Москве как о третьем Риме сложилось среди русских людей XVI века на почве политических и религиозных воззрений в связи с явлениями общеевропейской истории.
Историк Николай Ульянов отмечал, политическая идея Москвы как третьего Рима в реальности восходит к общественно-политическому дискурсу царствования Александра II, то есть связана с «восточным вопросом» и развитием русского империализма Нового времени. Профессор Московской духовной академии А. Д. Беляев в двухтомнике «О безбожии и антихристе» (1898) отмечал, что в то время термин не получил распространения: «В старину иные русские Москву и Россию называли третьим Римом; но это название не привилось. В настоящее время никто из учёных не употребляет этого названия, а народу оно даже совсем не известно. Да и действительно, что общего у православной России с Римом?».
Историки Восточной Европы Сергей Плохий и Эндрю Вильсон называют концепцию «Москва — третий Рим» мифом, призванным обосновать претензии московских князей на все территории бывшей Киевской Руси. В ответ в Польше и Великом княжестве Литовском была создана концепция, напротив, выводящая владения Москвы за рамки Руси, однако, лишь в политическом, но не географическом или этническом смыслах.

## Содержание концепции
Ход развития этой идеи можно представить в следующем виде. Величие древнего Рима, мощный рост и обширные размеры его территории, вместившей почти все известные тогдашнему миру страны и народы, высокая степень культуры и успехи романизации породили в современниках убеждение в совершенстве и незыблемости созданного порядка (Рим — вечный город, urbs aeterna). Христианство, восприняв от языческого Рима идею единой вечной империи, дало ей дальнейшее развитие: кроме задач политических, новая христианская империя, как отражение царства небесного на земле, поставила себе задачи религиозные; вместо одного государя явились два — светский и духовный. Тот и другой связаны органически неразрывными узами; они не исключают, но взаимно дополняют один другого, будучи оба двумя половинами одного неделимого целого. Так, в обновлённой форме священной римской империи возродилась в средние века идея древнего мира; языческий orbis terrarum превратился в tota christianitas. По вопросу о том, кому принадлежит право быть носителем светской и духовной власти, возникло разногласие: в Западной Европе признавали таковыми римского (немецкого) императора и папу; на греческом Востоке — византийского императора и патриарха (точнее: собор духовных лиц). Названия западной и восточной империи — лишь обозначение реальных фактов, но не идейных, ибо и та, и другая империя считала только себя единою, всемирною, исключая возможность существования другой. Отсюда раскол политический и церковный, противопоставление православного Востока латинскому Западу. Императоры византийские видели в Карле Великом бунтовщика, дерзкого узурпатора; ни за Оттонами, ни за Гогенштауфенами они не признавали прав на императорскую корону; германо-романский мир платил им тою же монетою; параллельно этому, представители церквей слали проклятия один другому. Обе стороны были искренне убеждены в собственной справедливости и в этом смысле воспитывали людей своего круга. Таким образом католические народы восприняли мысль, что Священная Римская империя, с папой и императором во главе, есть настоящая законная представительница истинного царствия на земле; народы православные, наоборот, видели в византийском императоре своего верховного главу, а в патриархе константинопольском, совместно с другими — истинного представителя вселенской церкви.

### Второй Рим
Под углом этих последних воззрений воспитывалась и Россия. До XV века она считала себя покорною дочерью Константинопольского (Вселенского) патриарха, а в византийском императоре видела верховного блюстителя общественной правды. Константинополь стал в глазах русских как бы вторым Римом. Со второй половины XV века во взглядах русского общества произошла значительная перемена. Флорентийская уния (1439) пошатнула в самом корне авторитет греческой церкви; обаяние Византии как хранительницы заветов православия исчезло, а с ним и право на главенство политическое.

### Третий Рим
Таким новым сосудом, новым Третьим Римом и является Москва. Освобождение от монгольского ига, объединение Руси, женитьба великого князя Ивана III на Софии Палеолог, племяннице последнего византийского императора; успехи на Востоке (завоевание ханств Казанского и Астраханского) — всё это оправдывало в глазах современников представление о праве Москвы на такую роль. На этой почве сложился обычай коронования московских государей, принятие царского титула и византийского герба, учреждение патриаршества, возникновение трёх легенд:
- о бармах и царском венце, полученных Владимиром Мономахом от византийского императора Константина Мономаха (офиц. ссылка — в 1547 г.)
- о происхождении Рюрика от Пруса, брата римского кесаря Августа
- о белом клобуке: клобук этот, как символ церковной независимости, император Константин Великий вручил римскому папе Сильвестру, а преемники последнего, в сознании своего недостоинства, передали его константинопольскому патриарху; от него он перешёл к новгородским владыкам, а потом к московским митрополитам.

Первые два Рима погибли, третий не погибнет, а четвёртому не бывать. Литературное выражение мысль эта нашла у старца псковского Елеазарова монастыря Филофея, в посланиях к вел. князю Василию III, дьяку Мисюрю Мунехину и Иоанну Грозному. Новое положение вызывало новые обязательства. Самодержавно-царская, автокефально-православная Русь должна хранить правую веру и бороться с её врагами. В этом направлении одно время её поддерживал и сам латинский Запад: римские папы старались поднять московских государей против турок, пропагандируя мысль, что русские цари — законные наследники Византии; в том же духе действовала и Венеция. Теория Третьего Рима до конца XVII в., а именно до войн с Турцией, не выходила из сферы отвлечённых вопросов: но и позже она никогда не получала характера определённой политической программы, хотя некоторое отражение её и слышится: более слабое — в правительственных заявлениях во время освободительных войн России с Турцией на Балканском полуострове, более сильное — в воззрениях славянофилов. В Новейшее время идеологию Москва Третий Рим отстаивал Иоанн (Снычев) в работе «Самодержавие духа» (1995).
Как отмечает Гасан Гусейнов: «Именно эта идея нашла воплощение и в русском самодержавии, и в советское время. Само по себе представление, что держава важнее отдельных человеческих судеб, идеология огромного государства, над территорией которого никогда не заходит солнце, и так далее — это и есть воплощение идеи „Москва — третий Рим“».